# São Miguel da Baixa Grande
São Miguel da Baixa Grande este un oraș în Piauí (PI), Brazilia.